# Airbus Voyager Vespina
L'Airbus Voyager Vespina est un Airbus A330 MRTT équipé pour permettre le transport de hautes personnalités britanniques. 

## Description
L'Airbus Voyager Vespina est un Voyager KC3, une des deux versions de l'A330 MRTT en service dans les rangs de la Royal Air Force. À la différence des autres avions de ce type il a été renvoyé en atelier en 2019 afin d'être modifié par la société Marshall Aerospace and Defence Group. Il y a reçu un aménagement lui permettant d'accueillir les plus hauts dignitaires civils et militaires britanniques, parmi lesquels la reine Élisabeth II et sa famille.
L'avion a été spécialement repeint et dispose donc d'une livrée unique. L'empennage reprend les couleurs du drapeau britannique tandis que l'inscription UNITED KINGDOM est flanquée sur le fuselage de l'avion. Son RAF serial ZZ336 ainsi que sa cocarde sont présents en haute visibilité.

## Historique de l'avion

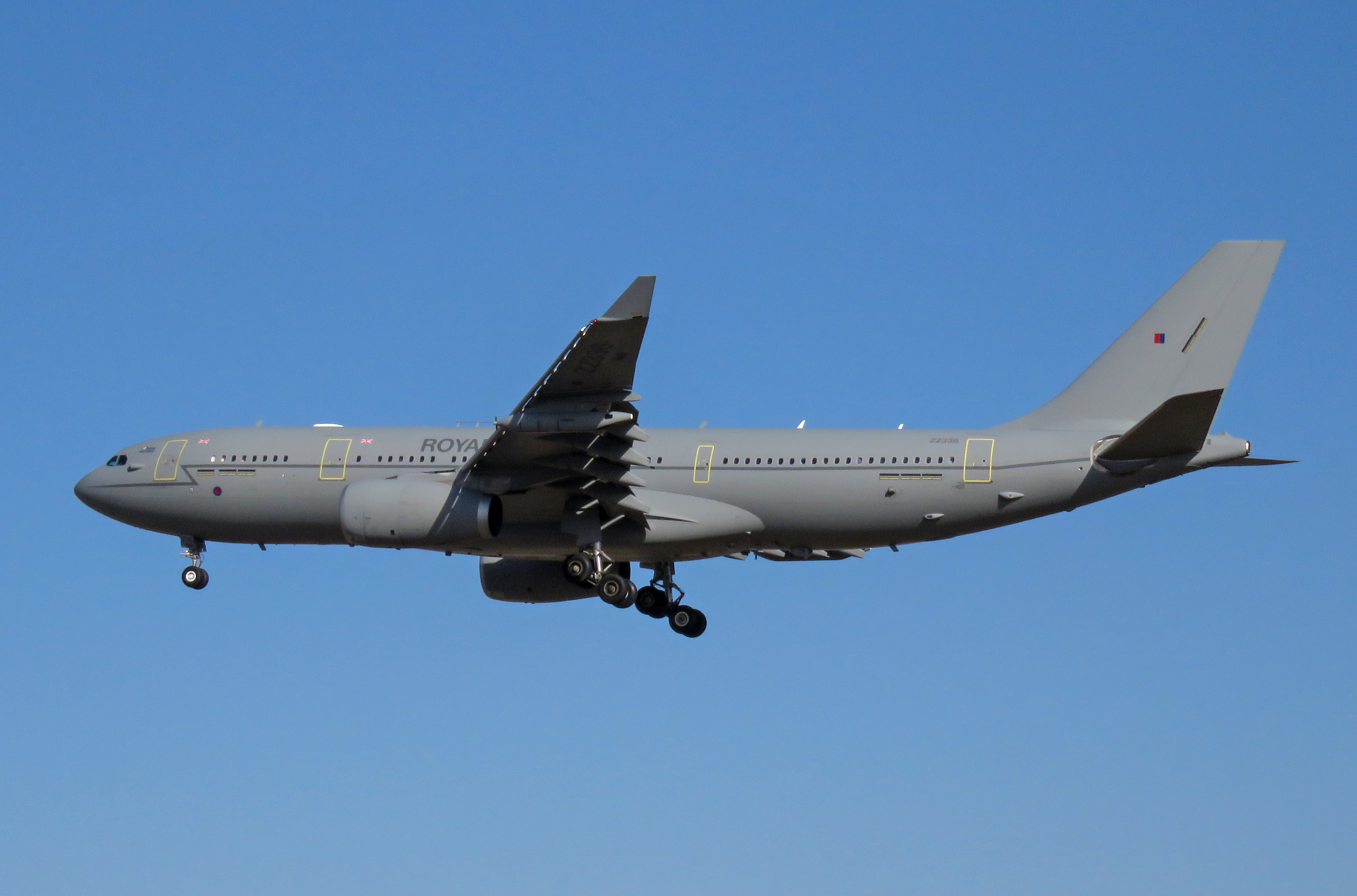
L'Airbus Voyager Vespina dans sa livrée d'origine.

Construit à l'origine comme un Airbus Voyager KC3 lambda l'Airbus Voyager Vespina a réalisé son premier vol le 25 octobre 2012 sous le numéro de série constructeur 1363. Il a volé sous l'immatriculation civile G-VYGG jusqu'en 2015, année au cours de laquelle la Royal Air Force le rachète à la compagnie AirTanker Services. Il obtient alors son RAF serial ZZ336 ainsi qu'une livrée basse visibilité similaire à celles des autres Airbus Voyager de la RAF.
Il entre en service comme Airbus Voyager Vespina en juin 2020 en remplacement des BAe 146 CC3 utilisés jusque là.

## Utilisation

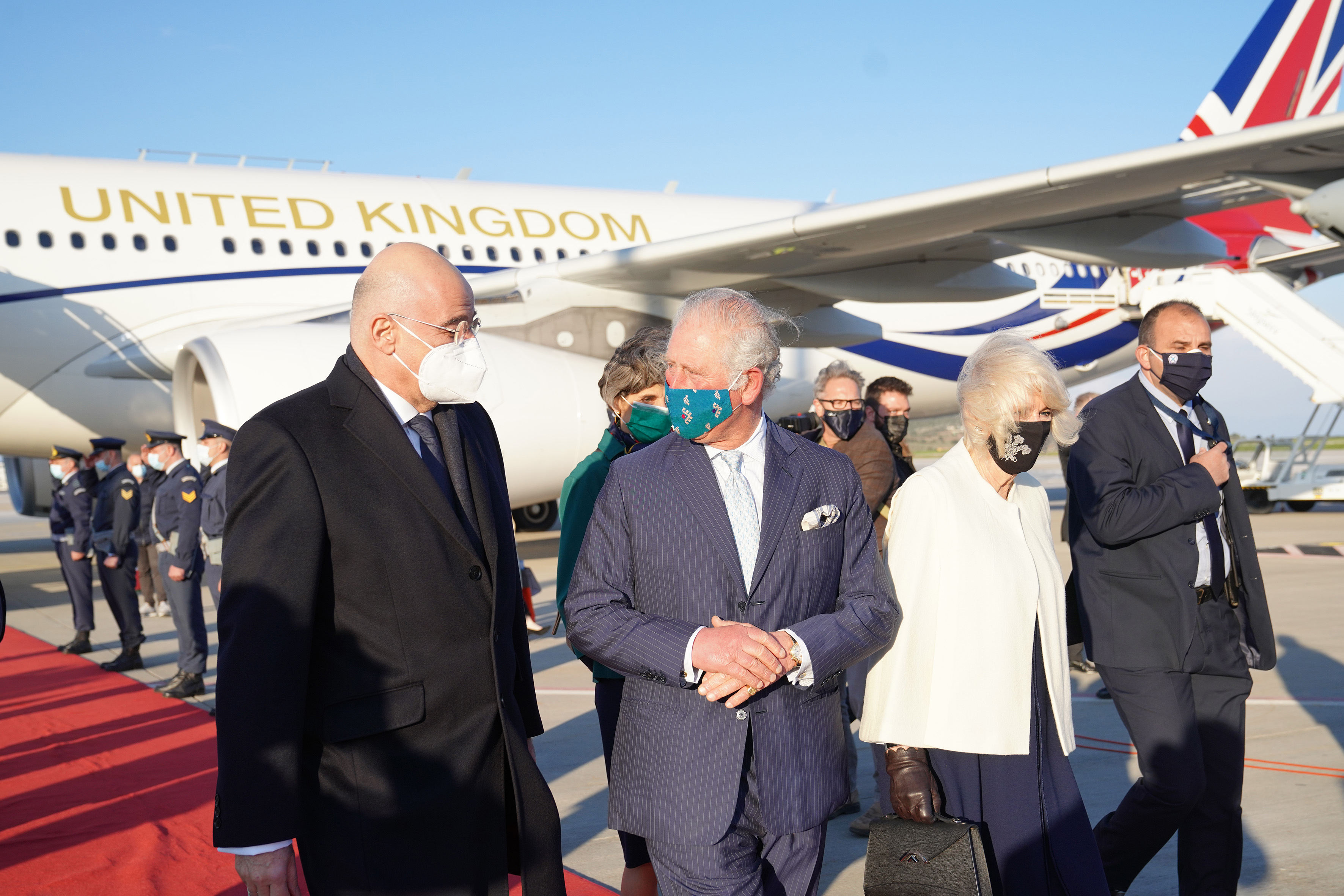
Charles III alors encore prince de Galles à la descente de l'Airbus Voyager Vespina lors d'une visite officielle en Grèce en mars 2021.

L'Airbus Voyager Vespina est utilisé par le No. 10 Squadron de la Royal Air Force depuis la base aérienne de RAF Brize Norton. Celle-ci est sise dans le comté anglais de l'Oxfordshire.

## Avions similaires
- L'Airbus A330-200 codé Cotam Unité appartenant à la France.
- Le Boeing VC-25 codé Air Force One appartenant aux USA.